# Cassiope membranifolia
Cassiope membranifolia är en ljungväxtart som beskrevs av Rhui Cheng Fang. Cassiope membranifolia ingår i släktet kantljungssläktet, och familjen ljungväxter. Inga underarter finns listade i Catalogue of Life.